# Zephyranthes fluvialis
Zephyranthes fluvialis är en amaryllisväxtart som beskrevs av Pierfelice Ravenna. Zephyranthes fluvialis ingår i släktet Zephyranthes och familjen amaryllisväxter. Inga underarter finns listade i Catalogue of Life.